# Julian Schmid (Nordischer Kombinierer)
Julian Schmid (* 1. September 1999 in Oberstdorf) ist ein deutscher Nordischer Kombinierer. Er wurde 2025 in Trondheim Weltmeister in der Staffel.

## Werdegang
Von den Erfolgen in der Jugend ins Weltcup-Team (bis 2019)
Schmid, der für den SC Oberstdorf startet, wurde in seiner Jugend lange Zeit von Thomas Müller trainiert. Seine ersten internationalen Wettkämpfe absolvierte Schmid bei den Nordischen Skispielen der OPA 2014 im französischen Gérardmer. Dabei belegte er beim Gundersen-Wettkampf der Schüler von der Mittelschanze und über 4 km den vierten Platz. In den folgenden Jahren trat Schmid regelmäßig bei Wettkämpfen des Alpencups an, fand sich aber nur selten in den Top 20 wieder. Auch beim Juniorenwettkampf der OPA-Spiele 2016 kam Schmid nicht über den 16. Platz hinaus. Gemeinsam mit Simon Hüttel, Niclas Heumann und Tim Kopp gewann er beim Teamwettbewerb die Silbermedaille. Zu Beginn der Alpencup-Saison 2016/17 belegte Schmid in Winterberg den achten Rang und erreichte somit erstmals eine Platzierung unter den besten Zehn. Bei den deutschen Meisterschaften in der Nordischen Kombination 2016 wurde er Dritter unter den Junioren. Im Januar 2017 feierte er daraufhin sein Continental-Cup-Debüt, verpasste allerdings sowohl in Otepää als auch in Eisenerz die Punkteränge, sodass er wieder in den Alpencup zurückgestuft wurde. Erst am 16. Dezember 2017 erzielte Schmid in Steamboat Springs seine ersten Punkte im Continental Cup. Bei den Nordischen Junioren-Skiweltmeisterschaften 2018 in Kandersteg trat Schmid lediglich beim Teamwettbewerb an, den er gemeinsam mit Tim Kopp, Luis Lehnert und Constantin Schnurr auf dem zweiten Platz beendete. Den guten Ergebnissen im Sommer 2018, in dem er seine ersten Punkte im Grand Prix holte, folgte ein ebenso guter Start in die Continental-Cup-Saison 2018/19. Nachdem er in Park City zweimal das Podium erreicht hatte, wurde Schmid für den Nationalkader im Weltcup berufen. Bei seinem Debüt in Otepää gelang ihm mit dem 26. Platz direkt der Sprung in die Punkteränge. Bei den Nordischen Junioren-Skiweltmeisterschaften 2019 in Lahti zeigte sich Schmid in Topform und gewann den Sprintwettbewerb. Auch im Team zusammen mit Luis Lehnert, Simon Hüttel und David Mach konnte er die Goldmedaille gewinnen. Nur beim Einzelwettkampf über 10 km musste er sich dem Österreicher Johannes Lamparter geschlagen geben. In den beiden darauffolgenden Wochen war Schmid erneut Teil des Weltcup-Teams, wo er an allen drei Wettkampftagen Weltcup-Punkte sammeln konnte. Beim Gundersen-Wettkampf in Lahti von der Salpausselkä-Großschanze und über 10 km erzielte Schmid mit dem 15. Platz sein bestes Weltcup-Resultat der Saison. In der Gesamtwertung belegte er den 46. Platz.
Etablierung im Weltcup (seit 2019)
Im Mai gab der DSV bei der Veröffentlichung ihrer Kadereinteilung für die kommende Saison bekannt, dass Schmid in die Lehrgangsstufe 1a aufgerückt und somit in den Nationalkader nominiert wurde. Diesem Vertrauensbeweis konnte er bereits im Grand Prix 2019 gerecht werden. So absolvierte Schmid einige gute Wettbewerbe, darunter der sechsten Rang Anfang September in Oberhof. Diese Leistung bestätigte er bei den Deutschen Meisterschaften in Klingenthal und Johanngeorgenstadt. Während er im Einzel das Podest noch knapp verpasste, gewann er gemeinsam mit Johannes Rydzek als Dritter im Teamsprint seine erste Medaille auf Seniorenebene. Als amtierender Juniorenweltmeister war Schmid zum Winter-Auftakt in Ruka ein Platz im Weltcup-Team gesichert. Nachdem er zunächst die Punkteränge knapp verpasst hatte, zeigte er mit den Rängen 14 und 16 sein Potential. Mit weiteren guten Auftritten in Lillehammer verfestigte er seine Stellung im deutschen Weltcup-Team, wenngleich seine Laufleistung noch stark ausbaufähig blieb. Die Saison schloss er auf dem 32. Platz in der Weltcup-Gesamtwertung ab. Da aufgrund der COVID-19-Pandemie im Sommer 2020 keine internationalen Wettkämpfe stattfanden, galten die deutschen Meisterschaften im Oktober in Oberstdorf als erster Indikator für das Leistungsniveau. Beim Einzelwettbewerb zeigte er im Sprung- und Langlauf ausgeglichene Leistungen und belegte schließlich den neunten Rang, ehe er tags darauf gemeinsam mit Wendelin Thannheimer Vierter im Teamsprint wurde. Zum Auftakt in den Winter 2020/21 reiste Schmid als Reserveathlet mit dem deutschen Weltcup-Team nach Ruka, kam dort allerdings nicht zum Einsatz. Seine ersten Wettbewerbe absolvierte er daher am zweiten Dezemberwochenende im Rahmen des Continental Cups in Park City, wo drei Wettkämpfe anstanden. Beim ersten Gundersen-Rennen konnte er seinen Rückstand von über einer Minute nach dem Springen zwischenzeitlich aufholen und zur Spitzengruppe aufschließen, doch verlor er auf der letzten Runde wieder einige Plätze und belegte schließlich den siebten Platz. Am zweiten Wettkampftag brachte er sich im Massenstart nach dem Langlauf in eine aussichtsreiche Position, welche er tags darauf mit der zweitbesten Sprungleistung ausnutzen und so seinen ersten Continental-Cup-Sieg feiern konnte. Der dritte Wettbewerb wurde erneut in der Gundersen-Methode ausgetragen, doch dieses Mal gelang es Schmid, bis zum Ende Teil der Spitzengruppe zu bleiben und sich letztlich nach erfolgreichem Zielsprint gegen Jakob Lange seinen zweiten Sieg zu erringen. Daraufhin wurde er von der FIS als Athlet der Woche geehrt. Am folgenden Wochenende war Schmid zudem in der Ramsau wieder Teil des deutschen Weltcup-Teams und lief an beiden Wettkampftagen in die Punkteränge. Mitte Januar 2021 belegte Schmid nach unterlegenem Zielsprint gegen das finnische Team gemeinsam mit Johannes Rydzek den vierten Platz im Teamsprint in Val di Fiemme.
Erstes Weltcup-Podest in der olympischen Saison 2021/22
Im Sommer 2021 konkurrierte Schmid wie in den Vorjahren um den letzten Startplatz des deutschen Weltcup-Teams. Mit dem 15. Platz in der Gesamtwertung des Grand Prix, dem fünften Platz im Einzel sowie seinem ersten Meistertitel im Sprint gemeinsam mit Johannes Rydzek bei den deutschen Meisterschaften in Oberhof und mit guten Trainingsleistungen setzte er sich durch und stand daher von Beginn der Weltcup-Saison an im DSV-Aufgebot. Bereits am zweiten Wettkampftag des Auftaktwochenendes in Ruka gelang ihm mit dem fünften Platz ein verglichen zu den Vorjahren guter Start, den er in der Folge bestätigen konnte. Beim Gundersen Einzel am 12. Dezember in Otepää erreichte Schmid als Dritter hinter Jarl Magnus Riiber und Fabian Rießle erstmals das Podest. Bei seinem Olympiadebüt bei den Olympischen Winterspielen 2022 in Beijing konnte Schmid den 8. Platz an der Normalschanze und den 10. Platz an der Großschanze erreichen. Im Teamwettbewerb gewann er zusammen mit Vinzenz Geiger, Eric Frenzel und Manuel Faißt die Silbermedaille hinter den Norwegern. Die Saison schloss er auf dem 12. Platz der Weltcupgesamtwertung ab. Für seine Leistungen erhielt Schmid von der FIS die Auszeichnung des „Rookie des Jahres 2022“.
Schmid nahm im Sommer 2022 an den ersten beiden Wettkampfwochenenden des Grand Prix teil und startete mit dem Sieg im Mixed-Team gemeinsam mit Jenny Nowak, Nathalie Armbruster und Johannes Rydzek in die Wettkampfserie. Mit zwei vierten Rängen im Einzel deutete er anschließend eine Leistungssteigerung an, die er mit seiner ersten Einzelmedaille als Dritter bei den deutschen Meisterschaften untermauerte. Darüber hinaus verteidigte er gemeinsam mit Jakob Lange seinen Meistertitel im Teamsprint. Schmid war daher im deutschen Team für die Weltcup-Saison gesetzt. Beim Auftakt in den Weltcup 2022/23 in Ruka gewann Schmid sein erstes Weltcup-Rennen. Im restlichen Saisonverlauf erreichte er konstant vordere Platzierungen und feierte im Januar in Otepää sowie im Februar in Oberstdorf zwei weitere Weltcupsiege. Schmid fuhr somit als Mitfavorit zu den Nordischen Skiweltmeisterschaften 2023 nach Planica. Dort wurde er beim Einzelwettkampf von der Normalschanze mit Gewinn der Silbermedaille hinter Jarl Magnus Riiber den Erwartungen gerecht.
Als amtierender Deutscher Meister blieb Schmid in der Weltcup-Saison 2023/24 ohne Podestplatzierung. In der Gesamtweltcupwertung belegte er den zwölften Rang. Zum Auftakt des folgenden Winters lief Schmid am 29. November 2024 in Ruka auf den dritten Rang im Compact-Rennen über 7,5 Kilometer.

## Persönliches
Schmid, der mit zwei älteren Brüdern aufwuchs, ist der einzige Leistungssportler der Familie. Zum Langlaufen kam er über den mit ihm befreundeten Sohn von Andreas Bauer. Mit etwa sieben Jahren begann Schmid mit dem Sprungtraining. Schmid ist der Schwager von Katharina Schmid (geb. Althaus).

## Auszeichnungen
- FIS Nordic Combined Rookie des Jahres 2022[7]
- Silbernes Lorbeerblatt 2022[10]

## Erfolge

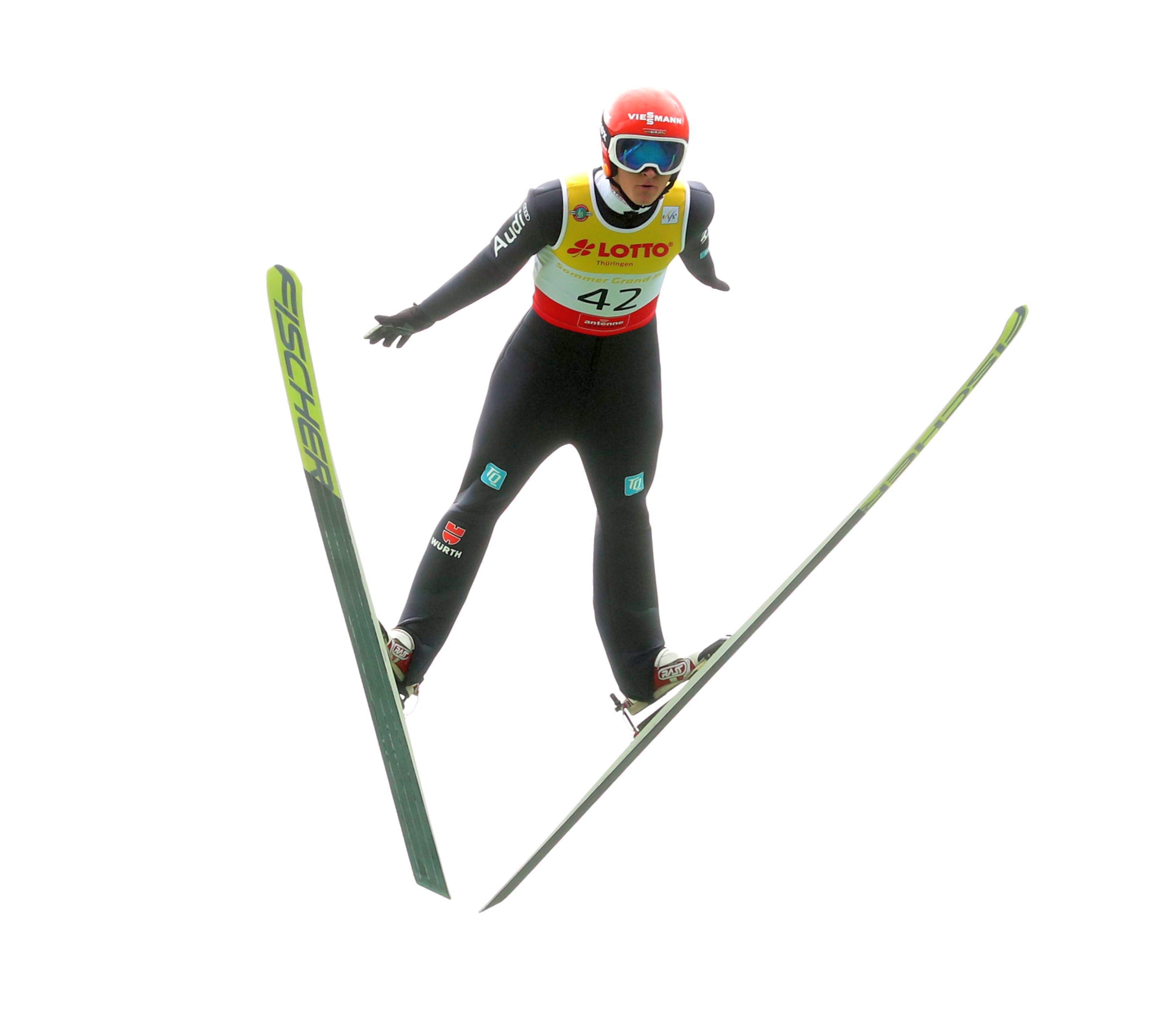
Schmid beim Sommer Grand Prix 2021 in Oberhof

### Weltcupsiege im Einzel
| Nr. | Datum             | Ort        | Disziplin               |
| --- | ----------------- | ---------- | ----------------------- |
| 1.  | 25. November 2022 | Ruka       | Gundersen Großschanze   |
| 2.  | 8. Januar 2023    | Otepää     | Gundersen Normalschanze |
| 3.  | 5. Februar 2023   | Oberstdorf | Gundersen Großschanze   |

### Weltcupsiege im Team
| Nr. | Datum         | Ort   | Disziplin                |
| --- | ------------- | ----- | ------------------------ |
| 1.  | 24. März 2023 | Lahti | Teamsprint Großschanze 1 |

### Grand-Prix-Siege im Einzel
| Nr. | Datum           | Ort            | Disziplin               |
| --- | --------------- | -------------- | ----------------------- |
| 1.  | 26. August 2023 | Oberwiesenthal | Gundersen Normalschanze |
| 2.  | 30. August 2023 | Oberstdorf     | Gundersen Großschanze   |

### Grand-Prix-Siege im Team
| Nr. | Datum           | Ort            | Disziplin    |
| --- | --------------- | -------------- | ------------ |
| 1.  | 27. August 2022 | Oberwiesenthal | Mixed-Team 1 |

### Continental-Cup-Siege im Einzel
| Nr. | Datum             | Ort       | Disziplin                 |
| --- | ----------------- | --------- | ------------------------- |
| 01. | 12. Dezember 2020 | Park City | Massenstart Normalschanze |
| 02. | 13. Dezember 2020 | Park City | Gundersen Normalschanze   |

## Statistik

### Platzierungen bei Weltmeisterschaften
| Jahr und Ort   | Wettbewerb | Wettbewerb | Wettbewerb | Wettbewerb |
| Jahr und Ort   | Einzel NS  | Einzel GS  | Team       | Mixed-Team |
| -------------- | ---------- | ---------- | ---------- | ---------- |
| 2023 Planica   | 02.        | 06.        | 02.        | 02.        |
| 2025 Trondheim | 04.        | 06.        | 01.        | 02.        |

### Weltcup-Platzierungen
| Saison  | Platz | Punkte |
| ------- | ----- | ------ |
| 2018/19 | 46.   | 0039   |
| 2019/20 | 32.   | 0054   |
| 2020/21 | 30.   | 0069   |
| 2021/22 | 12.   | 0480   |
| 2022/23 | 03.   | 1217   |
| 2023/24 | 12.   | 0800   |
| 2024/25 | 04.   | 1285   |

### Grand-Prix-Platzierungen
| Saison | Platz | Punkte |
| ------ | ----- | ------ |
| 2018   | 38.   | 0024   |
| 2019   | 15.   | 0103   |
| 2021   | 15.   | 0072   |
| 2022   | 10.   | 0100   |
| 2023   | 03.   | 0200   |
| 2024   | 16.   | 0084   |

### Continental-Cup-Platzierungen
| Saison  | Platz | Punkte |
| ------- | ----- | ------ |
| 2017/18 | 48.   | 0089   |
| 2018/19 | 12.   | 0289   |
| 2020/21 | 07.   | 0372   |

### Platzierungen bei Deutschen Meisterschaften
| Jahr und Ort              | Wettbewerb | Wettbewerb |
| Jahr und Ort              | Einzel     | Teamsprint |
| ------------------------- | ---------- | ---------- |
| 2015 Oberstdorf           | 28.        | –          |
| 2016 Oberhof              | 17.        | 15.        |
| 2017 Klingenthal          | 15.        | 06.        |
| 2018 Hinterzarten         | 10.        | 04.        |
| 2019 Johanngeorgenstadt   | 04.        | 03.        |
| 2020 Oberstdorf           | 09.        | 04.        |
| 2021 Oberhof              | 05.        | 01.        |
| 2022 Hinterzarten         | 03.        | 01.        |
| 2023 Klingenthal          | 01.        | –          |
| 2024 Oberhof/Zella-Mehlis | 09.        | 03.        |